# Citizen Cup 1991
Citizen Cup 1991 — жіночий тенісний турнір, що проходив на відкритих кортах з ґрунтовим покриттям Am Rothenbaum у Гамбургу Західна Німеччина. Належав до турнірів 2-ї категорії в рамках Туру WTA 1991. Відбувсь учотирнадцяте і тривав з 29 квітня до 5 травня 1991 року. Друга сіяна Штеффі Граф здобула титул в одиночному розряді, свій п'ятий підряд на цих змаганнях.

## Фінальна частина

### Одиночний розряд
Штеффі Граф —  Моніка Селеш 7–5, 6–7(4–7), 6–3
- Для Граф це був 2-й титул в одиночному розряді за рік і 56-й — за кар'єру.

### Парний розряд
Яна Новотна /  Лариса Нейланд —  Аранча Санчес Вікаріо /  Гелена Сукова 7–5, 6–1